# Werner Visser
Werner Jakobus Visser (27 febbraio 1998) è un discobolo e pesista sudafricano.

## Palmarès
| Anno | Manifestazione              | Sede         | Evento           | Risultato | Prestazione | Note |
| ---- | --------------------------- | ------------ | ---------------- | --------- | ----------- | ---- |
| 2015 | Campionati africani allievi | Abidjan      | Lancio del disco | Oro       | 64,88 m     |      |
| 2015 | Mondiali allievi            | Cali         | Lancio del disco | Oro       | 64,24 m     |      |
| 2015 | Commonwealth Youth Games    | Apia         | Getto del peso   | Argento   | 19,78 m     |      |
| 2015 | Commonwealth Youth Games    | Apia         | Lancio del disco | Oro       | 60,94 m     |      |
| 2017 | Campionati africani U20     | Tlemcen      | Lancio del disco | Argento   | 58,70 m     |      |
| 2018 | Campionati africani         | Asaba        | Lancio del disco | Argento   | 58,22 m     |      |
| 2019 | Universiadi                 | Napoli       | Lancio del disco | 10º       | 57,97 m     |      |
| 2022 | Campionati africani         | Saint Pierre | Lancio del disco | Oro       | 61,80 m     |      |
| 2022 | Mondiali                    | Eugene       | Lancio del disco | 27º (q)   | 58,44 m     |      |